# Dyspensatorium
Dyspensatorium (ang. dispensatory) – rodzaj obszernego dzieła z dziedziny farmacji.
Jest to obszerna monografia, której celem jest rozszerzenie i komentowanie treści farmakopei. Zawiera przede wszystkim dokładne monograficzne opisy roślin leczniczych, ich wyglądu, pochodzenia, biologii, ekologii, sposobu zbioru i suszenia surowców leczniczych, a także ich działania leczniczego i dawkowania. W podobny sposób dyspensatoria opisują lecznicze zwierzęta i inne substancje lecznicze (mineralne, syntetyczne), jednak ich głównym i ulubionym tematem są surowce roślinne, czyli materia medica vegetabilis.
W dyspensatoriach oprócz leczniczych gatunków farmakopealnych zwykle podaje się opisy podobnych (pokrewnych) lub podobnie działających roślin leczniczych stosowanych w medycynie ludowej całego świata (wraz z ich ludowym nazewnictwem), mają więc także nieocenioną wartość jako źródła z dziedziny etnobotaniki i etnofarmacji. Ważnym elementem dyspensatoriów są też ilustracje, na które zwykle nie ma miejsca w farmakopeach.
Dyspensatoria są najbardziej charakterystyczne dla lecznictwa USA, wydawano je głównie w XIX i na początku XX w. Podobne publikacje znajdujemy także w farmacji brytyjskiej tego okresu. Najwybitniejszym ich autorem był Amerykanin John Uri Lloyd oraz Anglik Jonathan Pereira.
Dyspensatoria to dzieła klasyczne dla ziołolecznictwa, cytowane po dziś dzień w źródłach naukowych.